# Zinetoela Biljaletdinov
Zinetoela Chaidarovitsj Biljaletdinov (Russisch: Зинетула Хайдарович Билялетдинов) (Moskou, 13 maart 1955) is een Sovjet-Russisch ijshockeyer.
Biljaletdinov won tijdens de Olympische Winterspelen 1984 de gouden medaille en in 1980 de zilveren medaille met de Sovjetploeg
Biljaletdinov werd zesmaal wereldkampioen.